# Тетинь
Тетинь (пол. Tetyń) — село в Польщі, у гміні Козелиці Пижицького повіту Західнопоморського воєводства.
Населення — 507 осіб (2011).
У 1975-1998 роках село належало до Щецинського воєводства.

## Демографія
Демографічна структура станом на 31 березня 2011 року:
|          | Загалом | Допрацездатний вік | Працездатний вік | Постпрацездатний вік |
| -------- | ------- | ------------------ | ---------------- | -------------------- |
| Чоловіки | 266     | 63                 | 173              | 30                   |
| Жінки    | 241     | 50                 | 136              | 55                   |
| Разом    | 507     | 113                | 309              | 85                   |